# ناحیه لیکینگ، شهرستان کرافورد، ایلینوی
ناحیه لیکینگ (به انگلیسی: Licking Township) یک منطقهٔ مسکونی در ایالات متحده آمریکا است که در شهرستان کروفورد، ایلینوی واقع شده‌است. ناحیه لیکینگ ۱۶۳ متر بالاتر از سطح دریا واقع شده‌است.